# 통주 양씨
통주 양씨(通州 楊氏)는 한국의 성씨이다.

## 역사
시조 양복길(楊福吉)은 명나라 출신의 조선인으로, 자(字)는 상보(祥甫)이고, 명나라의 구의사(九義士) 가운데 일원으로 명나라가 청나라의 손에 멸망되자 조선의 제16대 군주 조선 인조의 장자(長子)인 소현세자의 뜻을 따라 북벌 책모(北伐 策謨)를 시도하였으나 실패하였고, 이후 그는 조선에 귀화를 하여 경기도 광주에 정착, 이후 그곳에서 거주하였다.
통주(通州)라는 지명은 지금의 중국 베이징을 뜻한다.